# Братійчук Мотря Василівна
Братійчу́к Мо́тря Василівна (нар. 8 вересня 1927, с. Верба Вербської гміни Дубенського повіту Волинського воєводства, Польща — пом. 4 квітня 2001, м. Ужгород, Україна) — український астроном, кандидат фізико-математичних наук, професор кафедри оптики Ужгородського університету. Засновник лабораторії космічних досліджень при цьому університеті.

## Біографія
Мотря Братійчук народилася 8 вересня 1927 року в сільській родині Марії та Василя Братійчуків, у селі Верба, яке тоді належало до Дубенського повіту Волинського воєводства Польщі, тепер — Дубенський район Рівненської області.
Батько був грамотною людиною, авторитетною у сільській громаді. 1939 року Василя Братійчука було зараховано до куркулів і, щоб уникнути заслання у Сибір, він спробував втекти на захід. При переході кордону його затримали і відправили в один із таборів ГУЛАГу, де Василь і загинув.
Після закінчення середньої школи № 1 в місті Дубно Мотря вступила на фізичний факультет Київського державного університету імені Т. Г. Шевченка, де навчалася з 1947 по 1952 рік. Після закінчення навчання вступила до аспірантури за спеціальністю Астрофізика.
Здобувши вищу освіту у 1952 році, рік працювала вчителем у середній школі № 97 м. Києва, навчалася в аспірантурі. Готувала дитячі програми на Київському радіо з астрономічних тем.
1956 року Мотря закінчила аспірантуру Київського державного університету і переїхала до Ужгорода, де почала працювати викладачем в Ужгородському університеті. Читаючи розділи з загального курсу фізики, вона з великим ентузіазмом і захопленням взялася за організацію і проведення в Ужгороді оптичних спостережень нових в історії людства космічних тіл — штучних супутників Землі. Вже 6 жовтня 1957 року рукотворне космічне чудо вперше з Землі побачили в Ужгороді та Ленінграді. І першу точку сліду супутника на карту зоряного неба наніс тодішній студент, а пізніше професор фізфаку УжДУ І. Алєксахін.
Успіхи молодого колективу помітили у Москві. В 60-ті роки Ужгородську станцію спостережень кілька разів відвідали академіки М. Келдиш і Л. Арцимович. Після чого Постановою ДКНТ при Раді Міністрів СРСР вона була розширена до провідної лабораторії і увійшла організаційно до складу ПНДЛ ФЕЗ УжДУ.
Паралельно на кафедрі оптики УжДУ започаткували спеціалізацію «Астрофізика» і відповідно аспірантуру. Програми всіх спецкурсів на перших порах розроблялися лише М. В. Братійчук. З часом до педагогічної роботи була залучена її перша учениця І.Швалагін, пізніше ще кілька підготовлених нею співробітників лабораторії.
Навесні 1957 року, перед запуском першого штучного супутника Землі, Мотрі Братійчук доручили створити станцію оптичних спостережень за штучними небесними тілами об'єктами, вона ж стала першим керівником станції. Згодом, 1969 року, станцію реорганізували у лабораторію космічних досліджень штучних небесних тіл. Мотря Братійчук залишалася керівником цієї лабораторії до останніх років життя. Ця станція, а також лабораторія космічних досліджень, виконали великий обсяг робіт з розпізнавання штучних супутників Землі, запровадили сучасні методи розв'язання важливих прикладних і фундаментальних завдань астрономії, геофізики, геодинаміки, геодезії, фізики атмосфери. Під керівництвом М. Братійчук колектив Лабораторії Космічних Досліджень пройшов шлях від проведення найпростіших візуальних до складних комплексних і лазерних спостережень різноманітних космічних об'єктів з наступним використанням власних методик їх обробки, інтерпретації і впровадження в розв'язок фундаментальних і прикладних задач. На кінець XX століття ЛКД УжНУ стала єдиним колективом із всієї мережі оптичних спостережень на теренах колишнього СРСР, що проводила спостереження ШСЗ в комплексі на такому рівні. А їх наземні лазерні і поляризаційні спостереження, проведені в Ужгороді, були в Україні взагалі першими. Вона очолювала заклад протягом  44 років і завдяки їй свого часу лабораторія  отримала низку надпотужних телескопів та іншого обладнання. Наразі на фасаді обсерваторії їй встановлено меморіальну плиту.
Мотря Братійчук здійснювала одне відкриття за іншим. Особливо після того, як очолила лабораторію космічних досліджень при Ужгородському університеті. Ці відкриття ставали основою наукових праць, нових лекційних тем. Під керівництвом Мотрі Василівни співробітники лабораторії виконали десятки наукових тем, опублікували понад півтисячі наукових робіт. А сама керівник лабораторії є автором 113 наукових статей, багатьох посібників з астрофізики.
1959 року Братійчук захистила кандидатську дисертацію, захист відбувся у Головній астрономічній лабораторії АН СРСР в Пулково. 1963 року вона отримала вчене знання доцента.
У 1966 році Мотря Братійчук вирушає в експедицію до Сибіру, паралельно з якою пробує знайти сліди батька. Там вона зустрілася з багатьма депортованими українцями, та могили найріднішої людини не знайшла. Повернувшись, вчена, яка розумілась на мистецтві, історії, любила музику, літературу, організувала студентський клуб «Еврика». Але тодішня влада побачила у ньому вільнодумство, тож його закрили.
З ініціативи Братійчук 1969 року в Ужгородському університеті на базі лабораторії космічних досліджень відкривають спеціалізацію і аспірантуру по астрофізиці.
1987 року на 19-тій генеральні асамблеї 1985 року Мотрю Братійчук обрали індивідуальним членом Міжнародного Астрономічного Союзу.
1991 року Братійчук отримала вчене звання професора.
Мотря Братійчук також є почесним членом Української астрономічної асоціації і лауреатом премії асоціації «За видатний внесок у розвиток астрономії в Україні» та премії Астроради АН СРСР ім. Фіолетової, членом товариства Авіації і Космонавтики.
Померла Мотря Василівна 4 квітня 2001 року в місті Ужгород, похована у рідному селі поруч з могилою матері. На могилі — пам'ятник: по орбіті навколо Землі летить штучний супутник, розроблений дубенським художником Василем Захаровим.

## Наукові інтереси
Наукова тематика праць Мотрі Братійчук стосується аналізу комплексних спостережень штучних супутників Землі, прогнозування змін їхнього руху під впливом природних факторів і виявлення таких факторів, розпізнавання космічних об'єктів, дослідження змін їхніх оптичних характеристик. Також вона досліджувала вплив атмосфери на проходження світлового та радіовипромінювання від супутника до спостерігача.

## Увічнення пам'яті
На честь М. В. Братійчук названо астероїд 3372 Братійчук. Згадану планету, яка нагадує астероїд, відкрила не сама Мотря Василівна, а професор М. С. Черних із Кримської астрофізичної обсерваторії. Втім, вона до цього відкриття також має безпосереднє відношення, бо першою вирахувала орбіту нового космічного тіла, теоретично довела його існування. А вже практику довершили кримські колеги. Вони першими зауважили, що найдоречніше назвати зоряне видиво ім'ям людини, котра усіма своїми помислами прагнула осягнути небеса, котра без них не уявляла свого земного буття. М. Братійчук стала єдиною серед українських учених-жінок на честь кого назвали планету.
У квітні 2002 року вдячні учні та колеги на свої кошти відкрили учителю, науковцю, просвітителю і просто красивій жінці на стіні павільйону першого в Ужгороді телескопу меморіальну дошку.
В Ужгороді заснували регіональну премію імені Братійчук для молодих учених-астрофізиків.